# Open Seguros Bolívar 2011
LOpen Seguros Bolívar 2011 è stato un torneo professionistico di tennis giocato sulla terra rossa. È stata la 7ª edizione del torneo maschile, la 5a del torneo femminile, che fanno parte dell'ATP Challenger Tour nell'ambito dell'ATP Challenger Tour 2011 e dell'ITF Women's Circuit nell'ambito dell'ITF Women's Circuit 2011. Il torneo maschile e quello femminile si sono giocati a Bogotà in Colombia dall'11 al 17 luglio 2011.

## Partecipanti ATP

### Teste di serie
| Nazionalità | Giocatore              | Ranking* | Testa di serie |
| ----------- | ---------------------- | -------- | -------------- |
| Spagna      | Feliciano López        | 31       | 1              |
| Colombia    | Alejandro Falla        | 91       | 2              |
| Cile        | Paul Capdeville        | 109      | 3              |
| Argentina   | Horacio Zeballos       | 116      | 4              |
| Brasile     | João Souza             | 120      | 5              |
| Sudafrica   | Izak van der Merwe     | 123      | 6              |
| Brasile     | Rogério Dutra da Silva | 135      | 7              |
| Argentina   | Brian Dabul            | 164      | 8              |

- Rankings al 4 luglio 2011.

### Altri partecipanti
Giocatori che hanno ricevuto una wild card:
- Nicolás Barrientos
- Feliciano López
- Nicolás Massú
- Eduardo Struvay

Giocatori passati dalle qualificazioni:
- Guillermo Durán
- Juan Sebastián Gómez
- Sebastián López
- Ryusei Makiguchi

## Partecipanti WTA

### Teste di serie
| Nazionalità | Giocatrice                   | Ranking* | Testa di serie |
| ----------- | ---------------------------- | -------- | -------------- |
| Stati Uniti | Julia Cohen                  | 168      | 1              |
| Bolivia     | María Fernanda Álvarez Terán | 230      | 2              |
| Brasile     | Vivian Segnini               | 321      | 3              |
| Cile        | Andrea Koch-Benvenuto        | 342      | 4              |
| Colombia    | Mariana Duque                | 343      | 5              |
| Venezuela   | Andrea Gámiz                 | 420      | 6              |
| Colombia    | Karen Castiblanco            | 448      | 7              |
| Venezuela   | Adriana Pérez                | 485      | 8              |

- Rankings al 4 luglio 2011.

### Altre partecipanti
Giocatrici che hanno ricevuto una wild card:
- Veronia Corning
- Marcela Gómez
- Libby Muma
- Andrea Prisco

Giocatrici passate dalle qualificazioni:
- Robyn Beddow
- Patricia Cortes
- Mikele Irazusta
- Paula Catalina Robles Garcia
- Alexandra Riley
- Laura Sofia Sánchez Pérez
- Camila Tobar
- Diana Woodcock
- Milagros Cubelli (lucky loser)

## Campioni

### Singolare maschile
Feliciano López ha battuto in finale  Carlos Salamanca con il punteggio di 6–4, 6–3

### Singolare femminile
Mariana Duque ha battuto in finale  María Fernanda Álvarez Terán con il punteggio di 7–6(6), 4–6, 6–3

### Doppio maschile
Treat Conrad Huey /  Izak van der Merwe hanno battuto in finale  Juan Sebastián Cabal /  Robert Farah con il punteggio di 7–6(3), 6(5)–7, [7–2], squalifica

### Doppio femminile
Andrea Gámiz /  Adriana Pérez hanno battuto in finale  Julia Cohen /  Andrea Koch-Benvenuto con il punteggio di 6–3, 6–4